# 长翼蝠
长翼蝠（学名：Miniopterus schreibersi）也称普通长翼蝠，为蝙蝠科长翼蝠属的动物。分布于台湾岛以及中国大陆的江西、广西、陕西、贵州、安徽、香港、云南、北京、河北、海南、四川、江苏、广东、福建、浙江、湖南等地，一般生活于岩洞以及家舍。该物种的模式产地在匈牙利。
最新的研究结果表明本种实际上是一个复合种，并分离出独立的亚洲长翼蝠（Miniopterus fuliginosus）和几内亚长翼蝠（Miniopterus magnater）。普通长翼蝠实际分布于欧洲南部、非洲西北部和亚洲西部等地区。

## 亚种
- 长翼蝠爪哇亚种（学名：Miniopterus schreibersi blepotis），Temminck于1840年命名。分布于台湾岛等地。该物种的模式产地在爪哇。[4]
- 长翼蝠河北亚种（学名：Miniopterus schreibersi chinensis），Thomas于1908年命名。在中国大陆，分布于江苏、安徽、河北、浙江等地。该物种的模式产地在北京。[5]
- 长翼蝠尼泊尔亚种（学名：Miniopterus schreibersi fuliginosus），Hodgson于1835年命名。在中国大陆，分布于广东、云南、四川、海南、福建、湖南等地。该物种的模式产地在尼泊尔。[6]